# Keighley Cougars Rugby League Football Club
Les Keighley Cougars sont un club professionnel de rugby à XIII basé à Keighley dans le West Yorkshire, en Angleterre. Ils jouent dans la League 1 2011 à la suite d'une victoire 32-12 en finale contre Workington Town. Leur stade à domicile est le Cougar Park et a une capacité estimée à 7 800 places.
Le résultat le plus marquant de leur histoire est sans doute leur participation à la finale de la Challenge Cup en 1937, une défaite 18-5 face à Widnes.

## Bilan du club toutes saisons et toutes compétitions confondues
| Année | Année | Saison régulière Championship | Saison régulière Championship | Saison régulière Championship | Saison régulière Championship | Saison régulière Championship | Saison régulière Championship | Saison régulière Championship | Saison régulière Championship | Play-offs Championship | Play-offs Championship | Play-offs Championship | Play-offs Championship | Play-offs Championship | Play-offs Championship | Play-offs Championship | Challenge Cup |
| Année | Année | Class.                        | Points                        | MJ                            | V.                            | N.                            | D.                            | Pp.                           | Pc.                           | Perf.                  | MJ                     | V.                     | N.                     | D.                     | Pp.                    | Pc.                    | Performance   |
| 2023  | 2023  | 13e                           | 16                            | 27                            | 8                             | 0                             | 19                            | 506                           | 837                           | Non qualifé            | -                      | -                      | -                      | -                      | -                      | -                      | 5e tour       |